# Президент на България
Президентът на България е държавният глава на Република България. Той се подпомага от вицепрезидент. Избира се пряко от българските граждани за срок от 5 години с възможност за едно преизбиране.
Като институция Президентът на България разполага с редица функции и правомощия, които са регламентирани в Глава четвърта на Конституцията на Република България от 1991 г. За първи президент на републиката е избран Желю Желев.
В Третата българска държава функциите на държавен глава са изпълнявани от монарха (княз и цар), регентството, а по-късно от колективни органи като председател на Временно председателство на Народната република, председател на Президиум на Народното събрание, председател на Държавен съвет на Народна република България. Предшественик на днешната институция президент е председател (президент) на Републиката (1990 – 1992 г.).
Седалището на президента и вицепрезидента е сградата на Президентството на Република България в София.

## История на институцията
Историята на президентската институция в България е сравнително кратка и е свързана с преустройството на държавата след падането на комунизма. С новото структуриране на институциите в контекста на този преход на България към демокрация и пазарна икономика, президентската институция в България става факт с приемането на новата конституция на страната на 12 юли 1991 г. Първият президент на Република България е докторът по философия Желю Желев. Той печели президентските избори от 1992 г. с пряк вот, съгласно разпоредбите на новата конституция. Негов вицепрезидент е поетесата Блага Димитрова.
Вторите избори за президент, проведени през 1996 г. са спечелени от Петър Стоянов. Той встъпва в длъжност на 22 януари 1997 г., като негов вицепрезидент е Тодор Кавалджиев. През 2001 г. Петър Стоянов се кандидатира за втори мандат, но губи на втория тур от Георги Първанов. Изборите са проведени през ноември 2001 г. Така за трети президент на България е избран Георги Първанов, а за негов вицепрезидент – Ангел Марин. Те встъпват в длъжност на 22 януари следващата година. Двойката е преизбрана през 2006 г. След изтичането на втория им мандат, на втория тур на изборите през 2011 г. за президент е избран Росен Плевнелиев, а за негов вицепрезидент – Маргарита Попова. Те полагат клетва на 19 януари 2012 г. и встъпват в длъжност на 22 януари 2012 г. . На изборите през 2016 г. за президент е избран генералът от запаса Румен Радев, а за негов вицепрезидент – евродепутатката Илияна Йотова. Те полагат клетва на 19 януари 2017 г. и встъпват официално в длъжност на 22 януари 2017 г. Двойката е преизбрана след спечелен балотаж на президентския вот срещу професор Анастас Герджиков през 2021 г.
Заплатата, която получава българският президент, е равна на две месечни възнаграждения на народните представители. 

## Избор
Изборът на президента на Република България е описан в член 93 на Конституцията на Република България. Според него президентът се избира пряко от народа за срок от 5 години. Той трябва да е български гражданин по рождение, навършил 40 години и не може да бъде избиран повече от два пъти. Също така президентът и вицепрезидентът не могат да бъдат народни представители, да изпълняват други държавни, обществени и стопански дейности или да участват в ръководството на политически партии.

## Функции и правомощия
Функциите и правомощията на президента са уредени в Глава четвърта „Президент на републиката“, от чл. 92 вкл. до чл. 104 вкл., от Конституцията на Република България. Президентът:
- дава и възстановява българско гражданство;
- назначава и освобождава от длъжност висши държавни служители;
- упражнява право на помилване;
- опрощава несъбираеми държавни вземания;
- упражнява контрол върху законодателната дейност на Народното събрание чрез правото на отлагателно вето (правото да върне на Народното събрание приет закон за ново обсъждане);
- Той е върховен главнокомандващ на въоръжените сили на България;
- назначава ръководителите на дипломатическите представителства и постоянните представители на Република България при международни организации по предложение на МС.[4]

### Избори
Президентът на България има правото да насрочва избори за Народно събрание и органи на местно самоуправление. Той определя дата за произвеждане на национален референдум, след решение на Народното събрание за провеждането му.

### Законодателни
Президентът няма пряка законодателна власт. Той обаче има право да се произнася по всеки закон, като го върне за преразглеждане в Народното събрание. Това е по-популярно като вето, макар да се различава от класическия вид вето, каквото има например президентът на САЩ. Президентът има право обаче да инициира промени в Конституцията.

### Представителни
Президентът представлява държавата в международните отношения. Той има правото да подписва международни договори след съгласуване с Министерския съвет и без да е необходимо да бъде специално упълномощаван.

### Арбитражна функция
Служи за осигуряване на нормални отношения между държавните органи при осъществяване на властта.

### Отбрана и сигурност
Президентът е върховен главнокомандващ на въоръжените сили на Република България. Той назначава и освобождава висшия команден състав на въоръжените сили и произвежда висши офицери в по-висок чин по предложение на Министерския съвет. Президентът е председател на Консултативния съвет за национална сигурност и има пълномощия да:
- обявява война в случай на въоръжено нападение срещу България, или при необходимост от изпълнение на международни споразумения на страната;
- обявява обща или частична мобилизация по искане на Министерския съвет;
- обявява военно положение или всякакво друго извънредно положение, когато Народното събрание не заседава и не може да бъде свикано.

### Вицепрезидент
Президентът се подпомага от вицепрезидента. Вицепрезидентът не замества президента в случай на отсъствие, а встъпва в длъжността на президент само при предсрочно прекратяване на пълномощията на президента до провеждането на нов избор за президент. Вицепрезидентът няма фиксирани собствени правомощия. Той придобива правомощия по изключение, ако президентът му възложи част от своите по член 98 от българската конституция. Пример за това може да е назначаването и освобождаването на служители от президентството; предоставянето, възстановяването, освобождаването и лишаването от българско гражданство; предоставянето на убежище и помилването на осъдени.
„Вицепрезидент“ по принцип е рядка институция по света. В България позицията е създадена по подобие на американския опит в началото на демократичните промени. Вицепрезидентът може да има важна функция при опазване на демокрацията. Той прави невъзможно обсебването на цялата власт от министър-председателя – например след отстраняване на президента, след покушение и др. В този случай властта би преминала към вицепрезидента, а не към министър-председателя.

## Отговорност
Президентът може да бъде подведен под отговорност – чл. 103, когато нарушава Конституцията или измени на националните интереси на страната. Отговорността в тези случаи може да му бъде потърсена само пред Конституционния съд на РБ, като той не може да се самосезира. Обвинението се повдига от Народното събрание и условията за това са уредени в чл. 103 ал. 2 от Конституцията. Правени са три опита за подвеждането под отговорност и отстраняването на президента Първанов по времето на неговия мандат.

## Прекратяване на мандат
Според конституцията мандатът на президента се прекъсва при:
- изтичане на мандата;
- подаване на оставка пред Конституционния съд;
- трайна невъзможност да изпълнява правомощията си поради тежко заболяване;
- при условията на чл. 103 (импийчмънт);
- смърт.

## Списък на президентите
|   | картинка | име              | встъпил в длъжност | напуснал длъжността                          | партия                                                    |
| 1 |          | Желю Желев       | 1 август 1990      | 22 януари 1997                               | СДС                                                       |
| 2 |          | Петър Стоянов    | 22 януари 1997     | 22 януари 2002                               | СДС                                                       |
| 3 |          | Георги Първанов  | 22 януари 2002     | 22 януари 2012                               | БСП                                                       |
| 4 |          | Росен Плевнелиев | 22 януари 2012     | 22 януари 2017                               | ГЕРБ                                                      |
| 5 |          | Румен Радев      | 22 януари 2017     | Действащ мандата приключва на 22 януари 2027 | БСП (2017 – 2022) Независим, издигнат от ИК (2022 – 2027) |